# Dipsas variegata
Dipsas variegata é uma espécie  da família Colubridae e do gênero Dipsas.  

## Taxonomia
O táxon foi descrito oficialmente em 1854 por Auguste Duméril, Gabriel Bibron e André Marie Constant Duméril. 

## Conservação
Em novembro de 2014, foi avaliada pela IUCN como uma espécie de menor preocupacão em relação a risco de extinção. 

## Distribuição
É encontrada no norte da Amazônia e em parte da Mata Atlântica.